# Jaromír Nohavica
Jaromír Nohavica, né le 7 juin 1953 à Ostrava, est un poète, parolier et chansonnier populaire tchèque.

## Biographie
Jaromír Nohavica apprend à jouer de la guitare à l'âge de treize ans puis entame des études à l'école polytechnique d'Ostrava. Il quitte ses études avant la fin et devient musicien professionnel. Son premier succès grand public est la chanson Lásko, voníš deštěm (inspirée de She's Gone de Black Sabbath), écrite pour la chanteuse Marie Rottrová.
Son premier album, Darmoděj (1988) connaît un succès rapide et s'écoule à plus de 100 000 exemplaires.
Il jouit désormais d'une large popularité en République tchèque, en Slovaquie et en Pologne.
Il est également connu pour ses traductions des chansonniers russes Vladimir Vyssotski ou Boulat Okoudjava, ou encore de la chanson de Charles Aznavour Tu t'laisses aller, sous le titre Knihovník (1974).
Jaromír Nohavica joue son propre rôle dans le film de 2003 Rok ďábla : mélange entre fiction et documentaire, le film raconte entre autres les problèmes d'alcoolisme dont a souffert l'artiste au tournant des années 2000, ses soins dans un institut spécialisé où il croise la route du documentariste néerlandais Jan Prent, puis la rencontre de Nohavica avec le groupe Čechomor et leur collaboration sur scène.

## Discographie

### EP
- Cesty (EP, Panton 1985)
- Písně pro V. V. (2 EPs, Panton 1988)

### Albums
- Darmoděj (Panton 1988)
- Osmá barva duhy (Panton 1989, Monitor 1994)
- V tom roce pitomém (Panton 1990)
- Mikymauzoleum (Monitor 1993)
- Tři čuníci (Monitor 1994)
- Darmoděj a další (Monitor 1995)
- Divné století (Monitor-EMI 1996)
- Koncert (Monitor-EMI, 1998)
- Moje smutné srdce (BMG Ariola, 2000)
- Babylon (Sony Music / Bonton, 2003)
- Pražská pálená (Prague Brandy / Burned)  2005)
- Doma (At Home) DVD, CD (Jaromír Nohavica, 2006)
- Ikarus (2008)
- On the road (2008)
- V Lucerně CD+DVD (2009)
- Virtuálky (2009)
- Virtuálky 2 (2010)
- Virtuálky 3 (2011)
- Tak mě tu máš (2012)
- Koncerty 1982 a 1984 (2012)
- Půlnoční trolejbus (2012)
- Tenkrát (2013) – compilation pour ses 60 ans
- Kometa (2013) – best of[3]
- Jarek Nohavica a přátelé (2014)
- Poruba (2017)
- Jarek Nohavica v Gongu (2018)
- Máma mi na krk dala klíč (2020)

## Filmographie
- 2003 : Rok ďábla